# Гірськолижний спорт на зимових Олімпійських іграх 1936
Змагання з гірськолижного спорту на зимових Олімпійських іграх 1936 тривали з 7 до 9 лютого. Вперше до програми Олімпійських ігор додали змагання з гірськолижного спорту, а саме в комбінації серед чоловіків і жінок. Обидва швидкісні спуски відбулись 7 лютого на горі Кройцйох. А потім впродовж двох днів на горі Ґудіберґ змагались у слаломі, 8 лютого – жінки, а 9-го – чоловіки.

## Таблиця медалей
| Місце              | Країна             | Золото | Срібло | Бронза | Загалом |
| ------------------ | ------------------ | ------ | ------ | ------ | ------- |
| 1                  | Німеччина          | 2      | 2      | 0      | 4       |
| 2                  | Норвегія           | 0      | 0      | 1      | 1       |
| 2                  | Франція            | 0      | 0      | 1      | 1       |
| Загалом (3 збірні) | Загалом (3 збірні) | 2      | 2      | 2      | 6       |

## Чемпіони та призери
| Дисципліна            | Золото                    | Золото | Срібло                     | Срібло | Бронза                      | Бронза |
| --------------------- | ------------------------- | ------ | -------------------------- | ------ | --------------------------- | ------ |
| Комбінація (чоловіки) | Франц Пфнюр · Німеччина   | 99.25  | Ґустав Ланчнер · Німеччина | 96.26  | Еміль Алле · Франція        | 94.69  |
| Комбінація (жінки)    | Крістль Кранц · Німеччина | 97.06  | Кете Ґразеґґер · Німеччина | 95.26  | Лайла Шу Нільсен · Норвегія | 93.48  |

Джерело:

## Опис траси
| Дата       | Спуск                             | Висота старту | Висота фінішу | Перепад висот | Довжина спуску | Середній нахил |
| ---------- | --------------------------------- | ------------- | ------------- | ------------- | -------------- | -------------- |
| П'ят 7 лют | Швидкісний спуск – (K) – чоловіки | 1719 м        | 760 м         | 959 м         | 3.800 км       | 25,2%          |
| П'ят 7 лют | Швидкісний спуск – (K) – жінки    | 1580 м        | 760 м         | 820 м         | 3.300 км       | 24,8%          |
| Нед 9 лют  | Слалом – (K) – чоловіки           | 950 м         | 750 м         | 200 м         | 0.600 км       | 33,3%          |
| Суб 8 лют  | Слалом – (K) – жінки              | 950 м         | 750 м         | 200 м         | 0.600 км       | 33,3%          |

Джерело:

## Країни-учасниці
У змаганнях з гірськолижного спорту на Олімпійських іграх у Гарміш-Партенкірхені взяли участь 103 спортсмени (66 чоловіків і 37 жінок) 26 країн (чоловіки з 23-х і жінки з 13-ти країн):
| - Австрія (4) (чоловіків:0 жінок:4) - Бельгія (4) (чоловіків:4 жінок:0) - Болгарія (3) (чоловіків:3 жінок:0) - Канада (7) (чоловіків:3 жінок:4) - Чехословаччина (7) (чоловіків:4 жінок:3) - Естонія (1) (чоловіків:0 жінок:1) - Франція (3) (чоловіків:3 жінок:0) - Німеччина (8) (чоловіків:4 жінок:4) - Велика Британія (8) (чоловіків:4 жінок:4) - Греція (1) (чоловіків:1 жінок:0) - Угорщина (4) (чоловіків:4 жінок:0) - Італія (8) (чоловіків:4 жінок:4) - Японія (3) (чоловіків:3 жінок:0) |  | - Латвія (3) (чоловіків:2 жінок:1) - Ліхтенштейн (2) (чоловіків:2 жінок:0) - Люксембург (1) (чоловіків:1 жінок:0) - Нідерланди (1) (чоловіків:0 жінок:1) - Норвегія (7) (чоловіків:4 жінок:3) - Польща (3) (чоловіків:3 жінок:0) - Румунія (4) (чоловіків:4 жінок:0) - Іспанія (2) (чоловіків:0 жінок:2) - Швеція (1) (чоловіків:1 жінок:0) - Швейцарія (2) (чоловіків:0 жінок:2) - Туреччина (4) (чоловіків:4 жінок:0) - США (8) (чоловіків:4 жінок:4) - Югославія (4) (чоловіків:4 жінок:0) |